# Fromme Übung

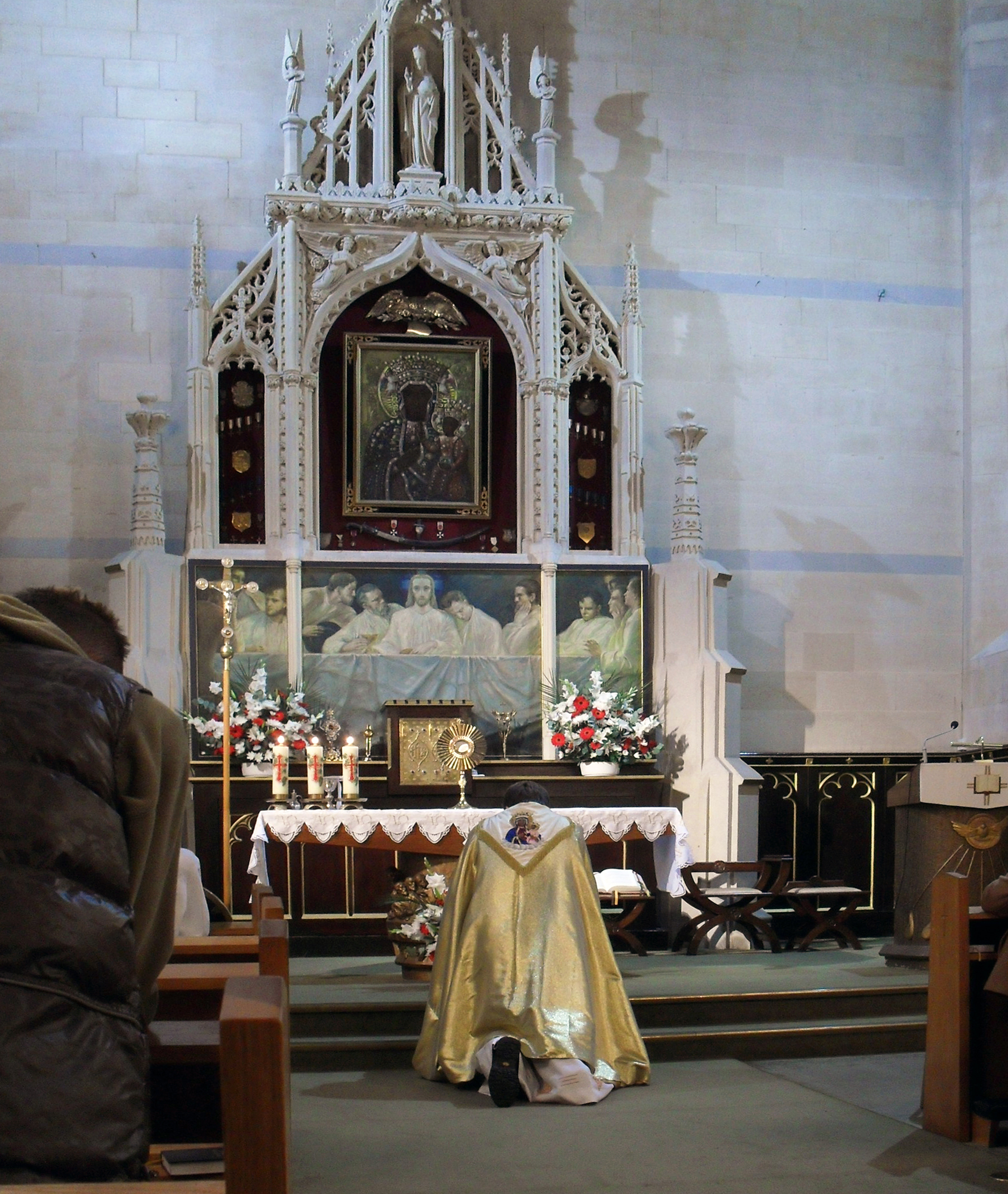
Rosenkranzgebet vor dem ausgesetzten Allerheiligsten

Fromme Übungen oder Andachtsübungen des christlichen Volkes (lat. Pia populi christiani exercitia) sind Formen des Gottesdienstes: Prozessionen, Andachten, Wallfahrten und Ähnliches. Anders als die heilige Messe und das Stundengebet gehören sie nicht zur Liturgie der römisch-katholischen Kirche, die Kirche empfiehlt den Gläubigen aber nachdrücklich die Teilnahme an den Andachtsübungen, da sie der Vertiefung und Festigung des Glaubens dienen und dem Antrieb, ein entsprechendes christliches Leben zu führen.
Zu den frommen Übungen gehören die Bitt- und Flurprozessionen, das vierzigstündige Gebet, die ewige Anbetung, samstägliche Marienandachten, das Gebet des Kreuzwegs, des Rosenkranzes, des Engels des Herrn und der approbierten Litaneien, das Halten von Novenen, des Herz-Jesu-Freitags und der sieben Sonntage zum hl. Josef, die Ölbergstunde, die Begehung des Rosenkranzmonats im Oktober und des Marienmonats im Mai. Einige der frommen Übungen sind zugleich auch Sakramentalien, heilswirksame Zeichen.
Die Kirche bezeichnet die Andachtsübungen als „Echo dessen, was in den liturgischen Vollzügen gefeiert wird“. Sie sollen „gewissermaßen aus ihr [der Liturgie] herausfließen, und das Volk zu ihr hinführen“. Die frommen Übungen sollen auch der Zeit des Kirchenjahres entsprechen.
Die Pia exercitia untergliedern sich in
- vom apostolischen Stuhl angeordnete
- fromme Übungen der jeweiligen Ortskirche
- solche, die nach Eigenrecht oder Tradition von Ordensgemeinschaften, Bruderschaften oder in anderen Vereinigungen von Gläubigen vollzogen werden, oft mit ausdrücklicher kirchlicher Billigung
- die privaten Andachtsübungen des Einzelnen oder der Familie

Zuweilen verläuft bei einem Gottesdienst die Grenze zwischen Liturgie und frommer Übung fließend. So gehört am Hochfest Fronleichnam die heilige Messe zur Liturgie, die sich anschließende Fronleichnamsprozession mit dem Allerheiligsten aber zu den teilkirchlich geregelten Gottesdiensten (Sacra exercitia).